# لاري شانون
لاري شانون (بالإنجليزية: Larry Shannon)‏ هو لاعب كرة قدم أمريكية أمريكي، ولد في 2 فبراير 1975 في غينزفيل في الولايات المتحدة.

## وصلات خارجية
- لاري شانون على موقع مرجع كرة القدم المحترفة.كوم (الإنجليزية)